# Kożuchiwka (obwód kijowski)
Kożuchiwka (ukr. Кожухівка) – wieś na Ukrainie, w obwodzie kijowskim, w rejonie fastowskim, w hromadzie Kałyniwka. W 2001 liczyła 1522 mieszkańców, spośród których 1480 wskazało jako ojczysty język ukraiński, 40 rosyjski, a 2 inny.